# Đại học bang Ohio
Viện Đại học bang Ohio hay Đại học bang Ohio (tiếng Anh: The Ohio State University, viết tắt Ohio State hay OSU) là viện đại học nghiên cứu công lập ở Columbus, Ohio, Hoa Kỳ. Viện đại học này được thành lập năm 1870 theo mô hình land-grant (chú trọng phát triển kinh tế địa phương). Hiện nay, trường đại học này là một trong những viện đại học lớn nhất ở nước Mỹ xét về quy mô đào tạo. Tạp chí U.S. News & World Report hiện xếp OSU ở hạng 49 trong số các viện đại học quốc gia ở Hoa Kỳ, hạng 16 trong danh sách các đại học công lập Hoa Kỳ, và hạng 2 trong các trường đại học ở Ohio. Tuy Ohio quản lý một hệ thống trường đại học - cao đẳng phân quyền, Ohio State được coi là trường đại học chính của Ohio, cả trong và ngoài tiểu bang.

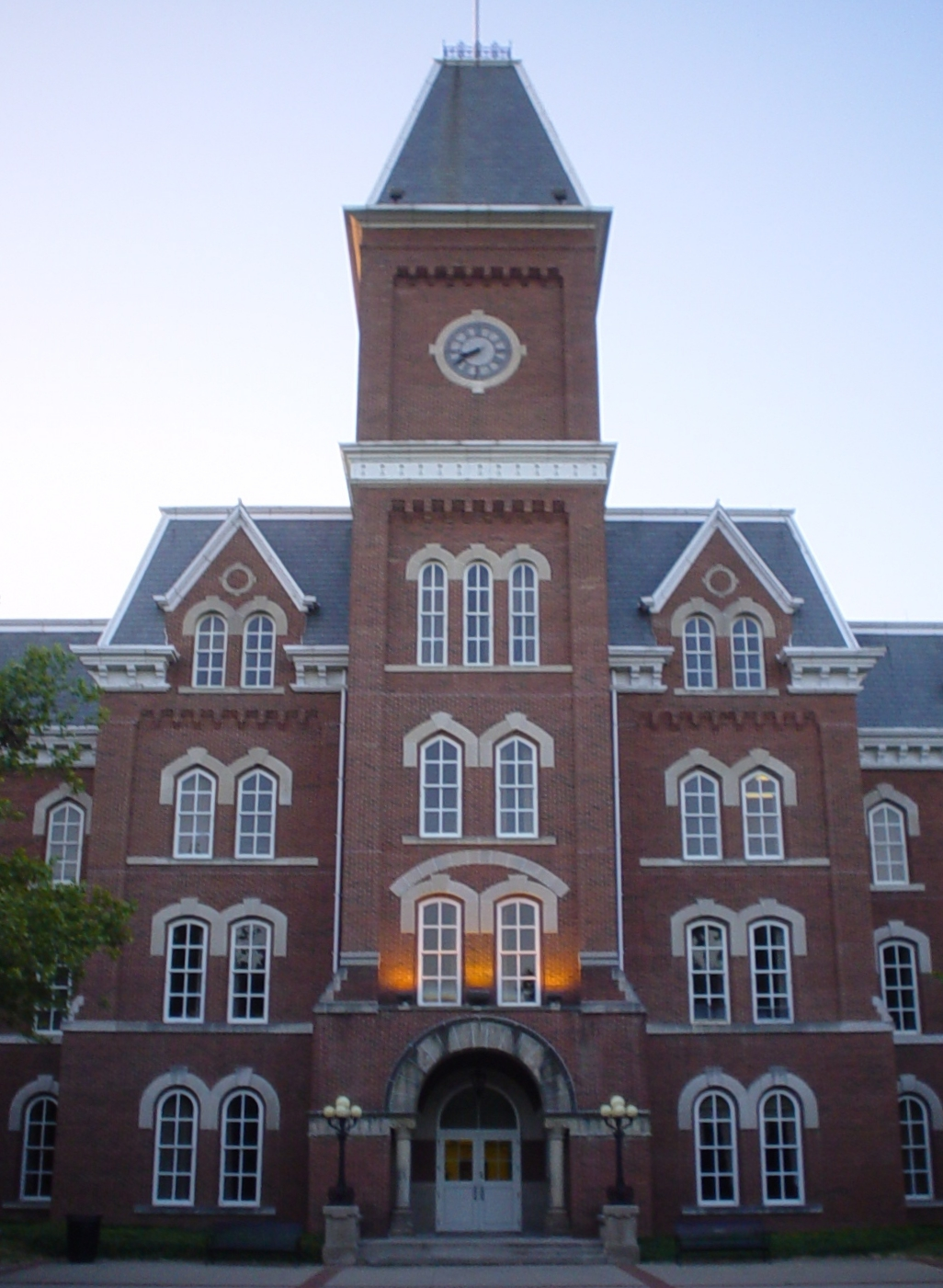
Tòa nhà University Hall

## Học thuật

### Xếp hạng và danh tiếng

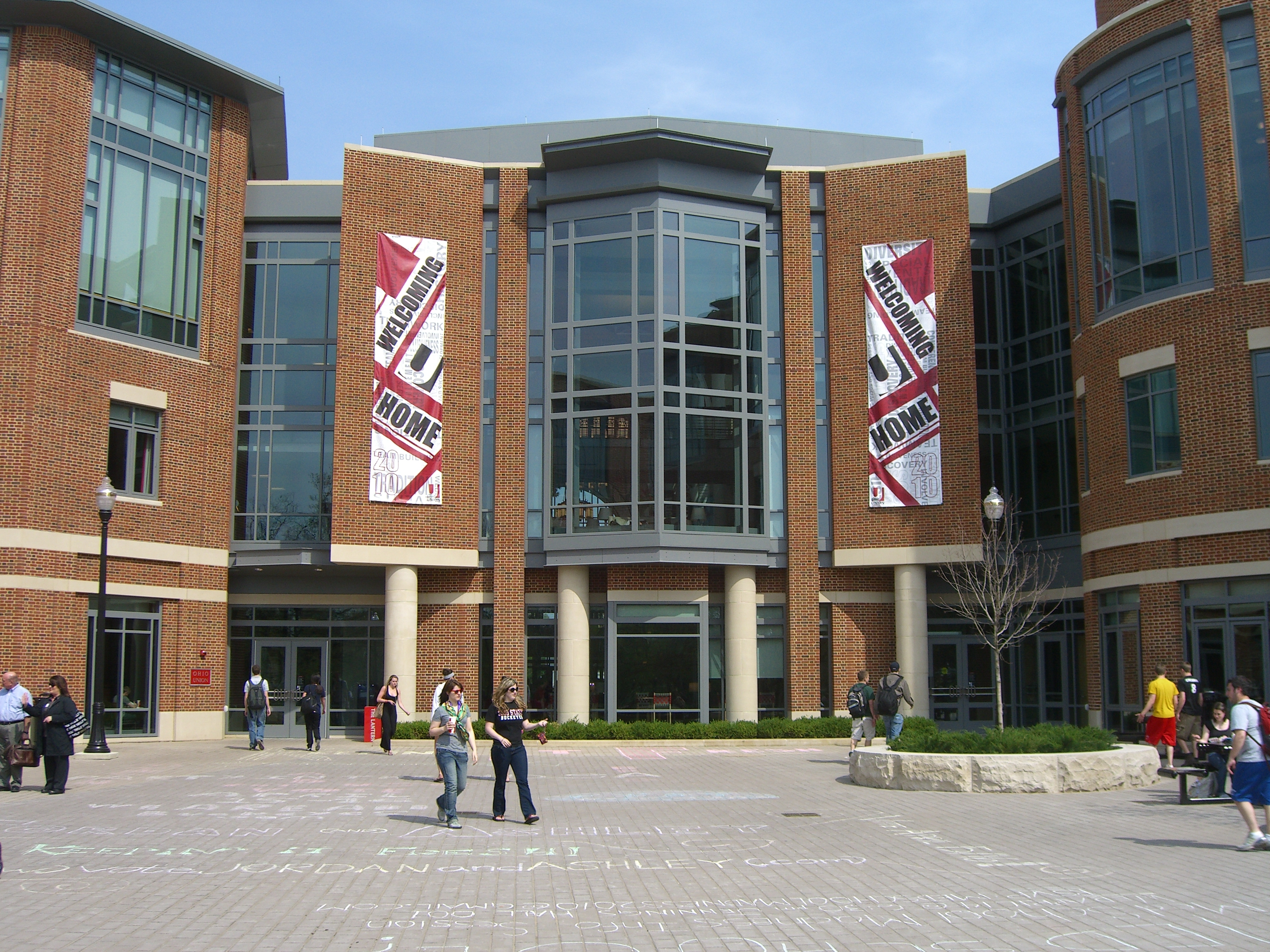
The Ohio Union

| Âm thanh học                  | 10 |
| Sinh học                      | 39 |
| Kinh doanh                    | 37 |
| Hóa học                       | 30 |
| Tâm lý lâm sàng               | 37 |
| Khoa học máy tính             | 30 |
| Khoa học trái đất             | 38 |
| Kinh tế                       | 29 |
| Giáo dục                      | 27 |
| Kỹ thuật                      | 30 |
| Tiếng Anh                     | 30 |
| Mỹ thuật                      | 32 |
| Quản lý y tế                  | 7  |
| Lịch sử                       | 27 |
| Luật                          | 38 |
| Toán học                      | 26 |
| Y tế: Lâm sàng                | 38 |
| Y tế: Nghiên cứu              | 34 |
| Y tá - Điều dưỡng: Tiến sĩ    | 8  |
| Y tá - Điều dưỡng: Thạc sĩ    | 6  |
| Y tá - Điều dưỡng: Hộ sinh    | 21 |
| Trị liệu các bệnh nghề nghiệp | 13 |
| Dược                          | 7  |
| Vật lý trị liệu               | 9  |
| Vật lý                        | 23 |
| Khoa học chính trị            | 15 |
| Tâm lý học                    | 24 |
| Quản lý hành chính công       | 13 |
| Y tế công cộng                | 23 |
| Công tác xã hội               | 13 |
| Xã hội học                    | 17 |
| Bệnh học ngôn ngữ - tiếng nói | 16 |
| Thống kê                      | 37 |
| Thú y                         | 4  |

| Nông nghiệp                       | 40  |
| Nghệ thuật & nhân văn             | 31  |
| Sinh và sinh hóa                  | 91  |
| Tim mạch                          | 88  |
| Hóa học                           | 143 |
| Y tế lâm sàng                     | 45  |
| Khoa học máy tính                 | 181 |
| Kinh tế và kinh doanh             | 54  |
| Kỹ thuật                          | 69  |
| Môi trường                        | 83  |
| Địa chất                          | 80  |
| Miễn dịch học                     | 84  |
| Khoa học vật liệu                 | 106 |
| Toán học                          | 83  |
| Cơ khí                            | 54  |
| Vi sinh vật học                   | 55  |
| Sinh học phân tử và Gene          | 74  |
| Thần kinh học                     | 81  |
| Ung thư học                       | 16  |
| Dược và độc học                   | 50  |
| Vật lý                            | 31  |
| Động thực vật học                 | 43  |
| Tâm lý và tâm thần                | 38  |
| Khoa học xã hội và y tế công cộng | 48  |
| Khoa học không gian               | 15  |
| Phẫu thuật                        | 36  |